# Mehmet Ümit Necef
 Der er for få eller ingen kildehenvisninger i denne artikel, hvilket er et problem. Du kan hjælpe ved at angive troværdige kilder til de påstande, som fremføres i artiklen.

Mehmet Ümit Necef (født 17. december 1952 i Antalya, Tyrkiet) er en dansk kultursociolog.
Han er magister i kultursociologi fra Københavns Universitet (1992), ph.d. og lektor ved Syddansk Universitet, Center for Mellemøststudier. Hans fagområde er indvandrerforskning og indvandrerpolitik. 
I 2016 var han medlem af det udvalg, der skulle vælge tyve værdier, der skulle til afstemning om Danmarkskanonen.